# La Couronne des esclaves
La Couronne des esclaves (titre original : Crown of Slaves) est un roman de science-fiction des écrivains David Weber et Eric Flint paru en 2003 aux États-Unis puis en France en 2012 en deux tomes. Il s'agit d'un roman secondaire de la série Honor Harrington, premier d'une sous-série nommée La Couronne des esclaves.

## Résumé
Le royaume de Manticore et Havre ont signé une trêve mais la paix n'est pas encore là et le gouvernement Haute-Crête traîne les pieds. Par son arrogance il indispose même ses alliés, dont la république d'Erewhon.
Or c'est à Erewhon que se tiennent les funérailles du leader assassiné d'un grand mouvement antiesclavagiste. Parmi les représentants de toutes les nations stellaires venus y assister, la reine délègue sa nièce, la princesse Ruth, accompagnée de l'agent secret Anton Zilwicki et de sa fille Berry.
Erewhon, nid d'espion... Une multitude de lobbies et de groupes de pouvoir souterrains s'y activent. Car si le système est à la jonction des sphères d'influence de Manticore, de Havre et de la Ligue solarienne, dans son arrière-cour gravite aussi Congo, une planète de travail forcé où triment les esclaves de Mesa et de la puissante firme Manpower.

## Citation
« Si cet homme-là se trouvait soudain jeté dans le plus profond des abîmes des Enfers, il commencerait à improviser un complot contre le Diable en personne avant d'avoir fini d'épousseter ses vêtements pour en chasser la poussière d'os des damnés. »

— La Couronne des esclaves tome 2, p. 146,  Eric Flint et David Weber, Extrait d'une pensée de Berry Zilwicki à propos de Victor Cachat